# Фридрих Йохан фон Алвенслебен
Фридрих Йохан фон Алвенслебен (на немски: Friedrich Johann von Alvensleben) е граф от род Алвенслебен в Алтмарк в Саксония-Анхалт и дипломат и посланик.

## Биография
Роден е на 9 април 1836 година в Еркслебен, Кралство Прусия. Той е вторият син на граф Фердинанд Фридрих Лудолф фон Алвенслебен (1803 – 1889) и съпругата му Луиза Тереза Паулина фон дер Шуленбург-Примерн (1810 – 1882), дъщеря на Леополд Вилхелм фон дер Шуленбург (1772 – 1838) и Юлиана Шарлота фон Кирхбах (1785 – 1873).
Фридрих Йохан фон Алвенслебен прави абитура в Педагогиума в Хале, следва право в Бон и Берлин.
През 1882 г. е германски пратеник в Хага, Нидерландия, през 1884 г. във Вашингтон, САЩ, от 1888 г. в Брюксел, Белгия и от 1900 г. в Санкт Петербург, Русия.
През 1890 г. канцлерът Ото фон Бисмарк го предлага за секретар след синът му Херберт фон Бисмарк във външното министерство, но той отказва. През 1906 г. той става за цял живот член на Пруския Херенхауз.
Умира на 16 септември 1913 година в Еркслебен на 77-годишна възраст.

## Фамилия
Фридрих Йохан фон Алвенслебен се жени на 14 май 1897 г. в Берлин за Паулина Берта фон Роедер (* 5 януари 1842, Женева; † 15 август 1914, Франкфурт на Майн), вдовица на сухопътния генерал Рудолф фон Винтерфелдт (1829 – 1894). Те нямат деца.